# HMAS Australia (1927)
HMAS Australia (D84) – krążownik ciężki typu County z czasów II wojny światowej, zbudowany w Wielkiej Brytanii dla Royal Australian Navy.

## Historia

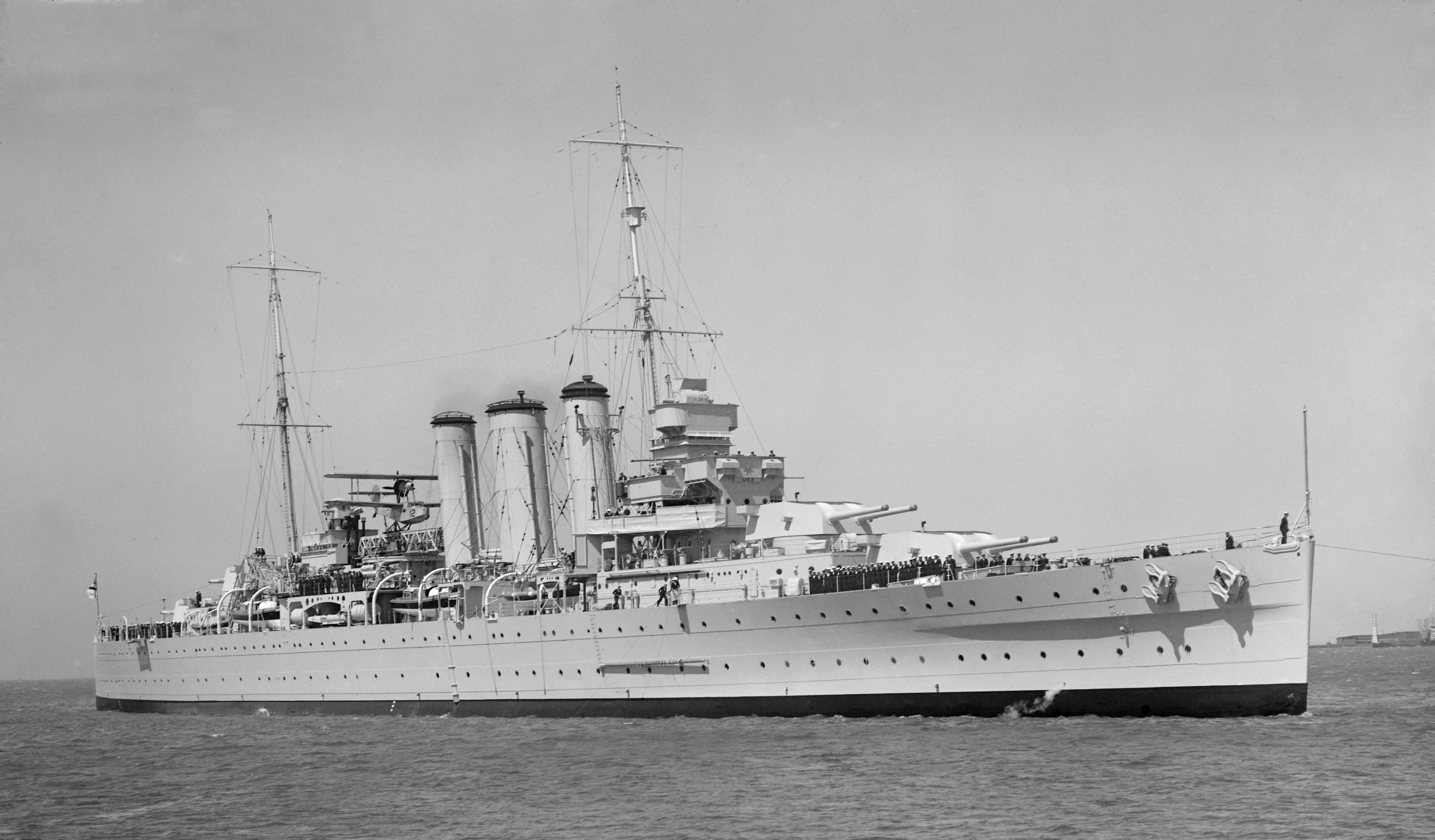
HMS „Australia” w 1937

Na początku lat 20. Australia poszukiwała dostawcy nowych dużych okrętów nawodnych dla zastąpienia swoich przestarzałych jednostek, pochodzących jeszcze sprzed I wojny światowej. W 1924 w ramach australijskiego programu rozbudowy floty zdecydowano się zamówić w Wielkiej Brytanii dwa ciężkie krążowniki nowo opracowanego typu County, które powstały w wyniku postanowień traktatu waszyngtońskiego. Australia zamierzała wykorzystać nowe okręty do ochrony szlaków komunikacyjnych i walki z mniejszymi okrętami wroga. Okręty dla Australii należały do pierwszej serii produkcyjnej krążowników typu County znanej jako podtyp Kent, do którego to podtypu należało także 5 krążowników zbudowanych dla Royal Navy. Stępkę pod budowę HMAS „Australia” położono 26 sierpnia 1925 w stoczni J. Brown w Clydebank, wodowanie nastąpiło 17 marca 1927, wejście do służby 24 kwietnia 1928.
Po wejściu do służby „Australia” weszła w skład Eskadry Australijskiej. W 1935 rozpoczęła półtoraroczną służbę na Morzu Śródziemnym. Po powrocie do Australii w kwietniu 1939 rozpoczął się w stoczni jej remont, którego jednak nie dokończono z powodu wybuchu II wojny światowej. We wrześniu 1939 weszła w skład sił Western Force, w ramach których do połowy 1940 patrolowała szlaki komunikacyjne wokół Australii. W czerwcu przystąpiła do działań w rejonie Morza Śródziemnego i Północnego. Od lutego 1942 działała na wodach Pacyfiku, gdzie włączyła się do walk przeciwko siłom japońskim i stała się celem licznych ataków samolotów kamikaze.
Po zakończeniu wojny krążownik służył jako okręt szkolny. Został przeznaczony do wycofania 31 sierpnia 1954 i sprzedany na złom firmie British Iron and Steel Corporation (Salvage) 25 stycznia 1955. Opuścił Sydney na holu 26 marca 1955 i został rozebrany w stoczni Thomas W. Ward Shipbreaking Yard w Barrow-in-Furness w 1956.

## Galeria

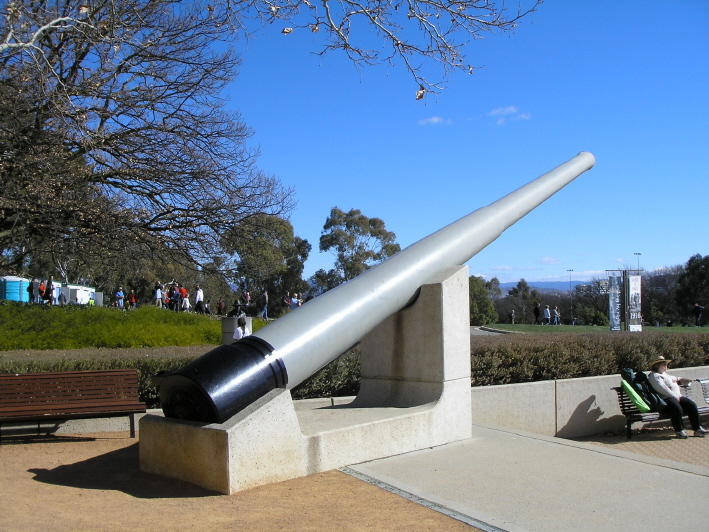
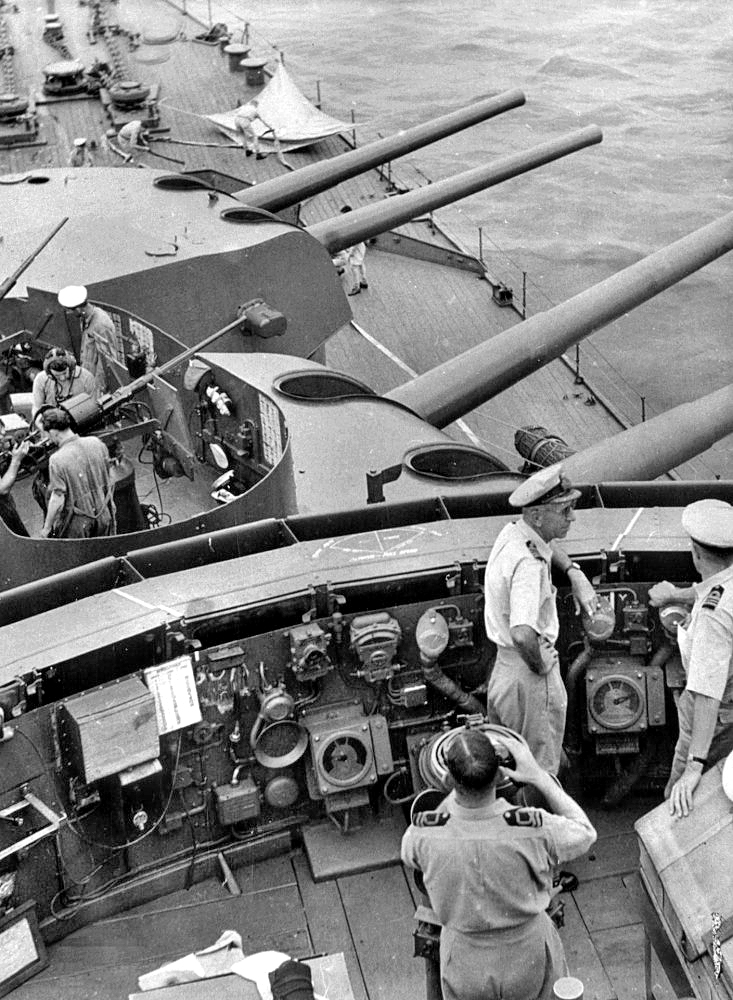
Mostek krążownika
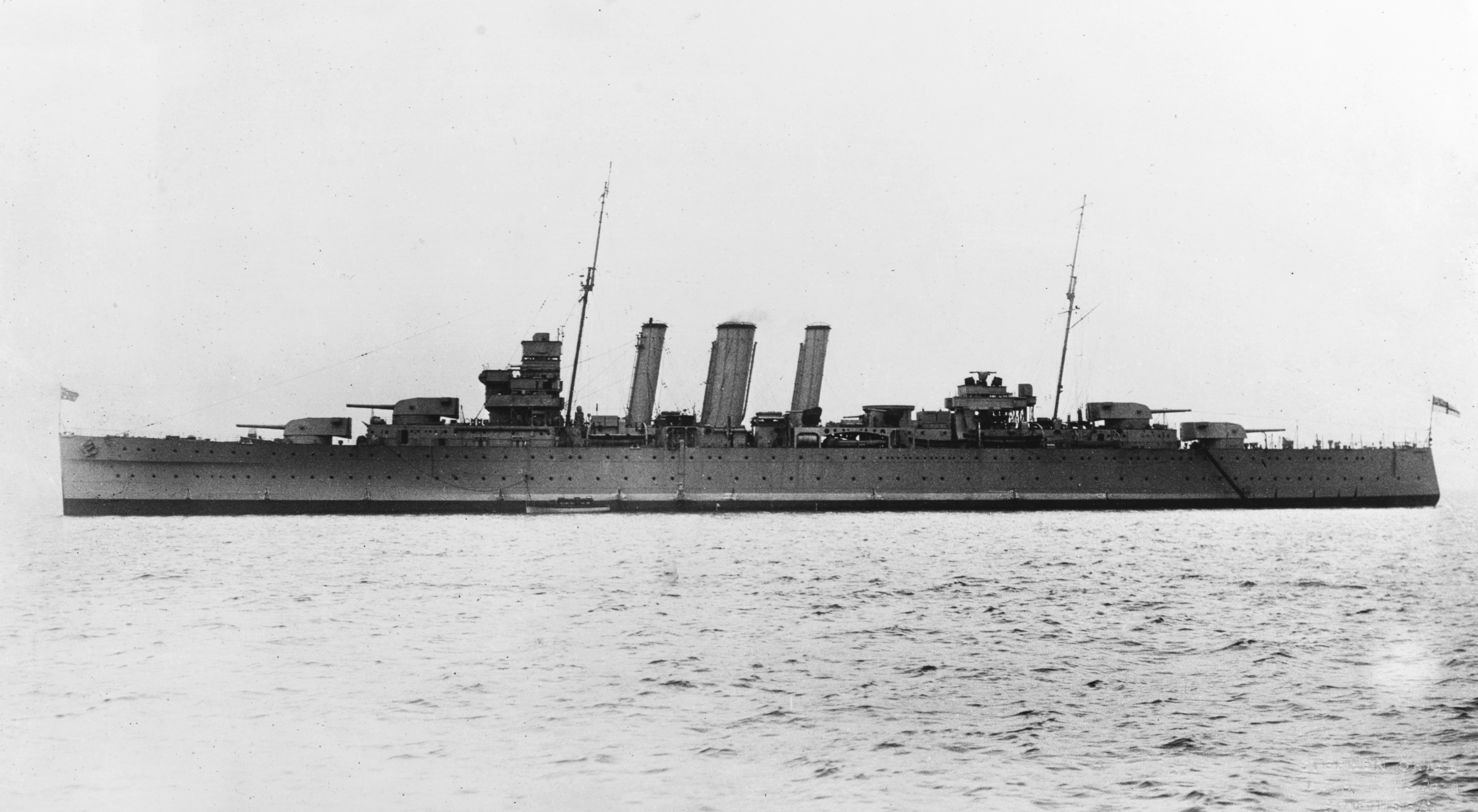
Fotografia z lat 1932-1933.
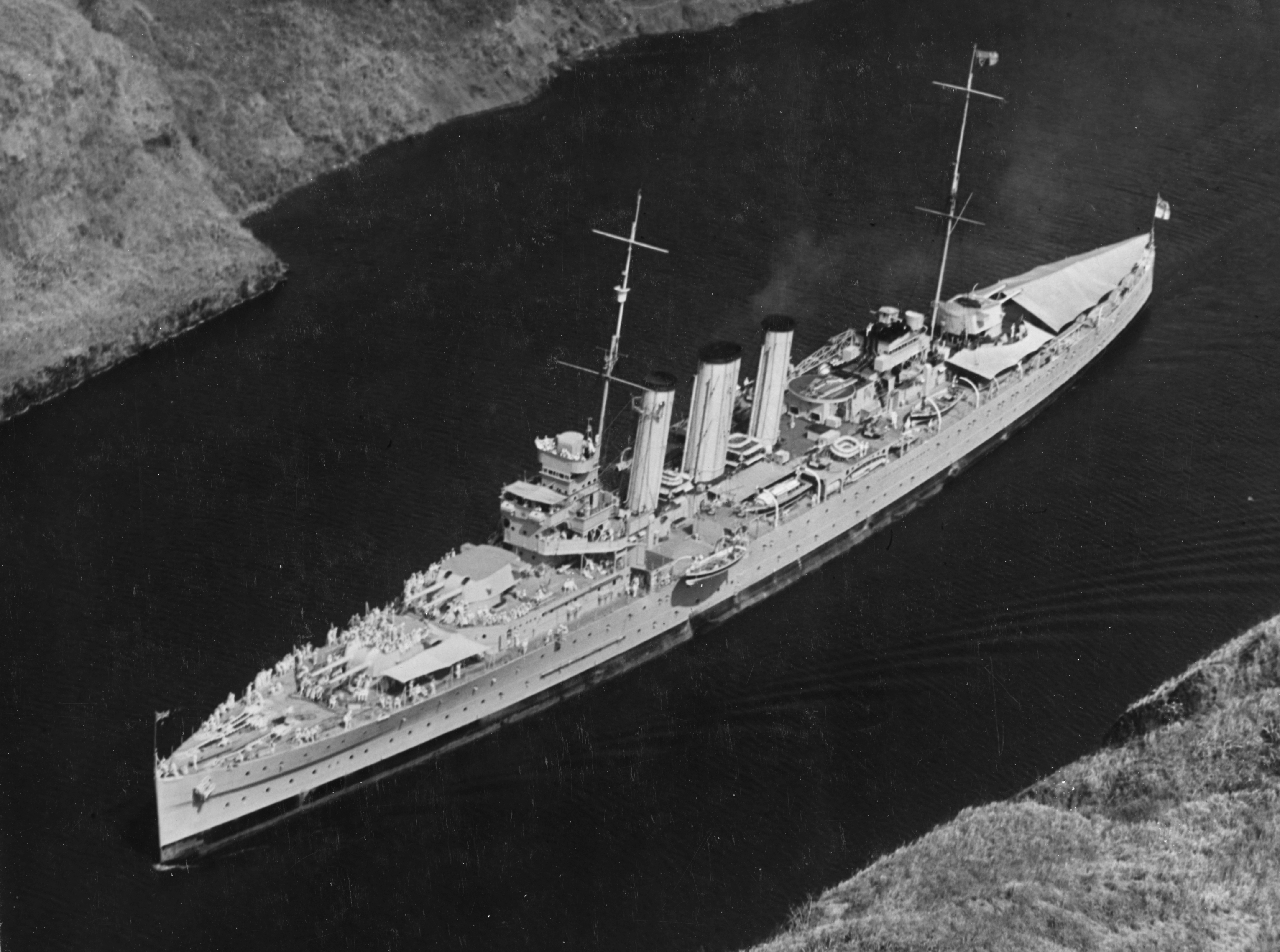
Krążownik przechodzący przez kanał panamski